# Geoffrey Archer
Pour les articles homonymes, voir Archer (homonymie).
Geoffrey Archer, né le 21 mai 1944 dans le North London, en Angleterre, est un écrivain britannique, auteur de romans policiers et de romans d'espionnage.

## Biographie
Il fait sans enthousiasme des études à la Highgate School et devient très tôt, en amateur, écrivain et acteur. Il admire alors les œuvres de l'écrivain britannique Nevil Shute qui seront ultérieurement une source d'inspiration.
Après avoir mis fin à ses études, il est tente de s'intéresser à une carrière dans le milieu de l'ingénierie, puis du droit, avant de se lancer dans le journalisme. En 1964, il est embauché par une antenne du Sud de l'Angleterre du réseau de télévision ITV, où il devient reporter. Dans les années 1970, il est correspondant et couvre l'actualité des troubles en Irlande du Nord, mais demeure insatisfait par l'obligation de condenser l'information pour respecter le format de courts reportages télévisés. Germe alors en lui l'idée d'écrire des romans afin de mieux décrire des situations politiques complexes.
En 1994, il publie son premier roman, Skydancer, un thriller d'espionnage sur les missiles des sous-marins de la Royal Navy.  En 1988, avec Fire Hawk, dont l'action se déroule en bonne partie en Irak, il amorce une série consacrée à Sam Packer, un agent du MI-6. Avec ce premier titre, il est finaliste du Gold Dagger Award 1998.

## Œuvre

### Romans

#### SérieSam Packer
- Fire Hawk (1998)
- The Lucifer Network (2001)
- The Burma Legacy (2002)

#### Autres romans
- Skydancer (1987)
- Shadowhunter (1989)
- Eagle Trap (1993)
- Scorpion Trail (1995)
- Java Spider (1997)
- Dark Angel (2004)

## Prix et distinctions

### Nomination
- Gold Dagger Award 1998 pour Fire Hawk[1]